# Задача про призначення найменшого числа виконавців
У прикладній математиці під задачею про призначення найменшого числа виконавців розуміється задача комбінаторної оптимізації, що узагальнює задачу про покриття множини і схожа за постановкою з задачею про призначення.
У цій задачі множина виконавців має розмір не обов'язково рівний розміру множини робіт. При цьому виконавця можна призначити для виконання декількох робіт одночасно, а на кожну роботу призначається тільки по одному виконавцю. Є загальний бюджет на виконання всіх робіт, який є обмеженням при призначенні. Потрібно знайти таке призначення виконавців для виконання робіт, щоб кількість залучених до виконання робіт виконавців була найменшою і не було перевищено виділеного на весь комплекс робіт бюджету.

## Визначення
Є n виконавців і m робіт. Для кожної пари виконавець і робота задано витрати на виконання роботи {\displaystyle w_{i,j}}. Є загальний бюджет {\displaystyle w} на виконання всього комплексу робіт. Розв'язком є підмножина виконавців U і розподіл призначення виконавців з U по роботах. Рішення допустиме, якщо призначено виконавців для всіх робіт і сума витрат не перевершує бюджету {\displaystyle w}. Потрібно мінімізувати кількість призначених виконавців (L). Іншими словами, потрібно підібрати найменшу за розміром (потужністю) множину виконавців, які разом зможуть виконати всі роботи.
Задачу можна розв'язати, розбивши на дві задачі:
1. Підбір найменшої за чисельністю групи виконавців, які разом зможуть виконати всі роботи і вкладуться в бюджет {\displaystyle w}. Ця проблема NP-складна, оскільки є узагальненням NP-повної задачі про покриття множини.
2. Призначення в підібраній групі виконавців на роботи.

Математично задачу про призначення найменшої кількості виконавців можна сформулювати так:
мінімізувати {\displaystyle L=\mid U\mid =\sum _{i=1}^{n}\max _{j=1}^{m}x_{ij}}
при {\displaystyle \sum _{i=1}^{n}\sum _{j=1}^{m}w_{ij}x_{ij}\leq w.}
{\displaystyle \sum _{i=1}^{n}x_{ij}=1\qquad j=1,\ldots ,m};
{\displaystyle x_{ij}\in \{0,1\}\qquad i=1,\ldots ,n,\quad j=1,\ldots ,m}.
У цій постановці цільова функція задачі нелінійна, що не дозволяє безпосередньо знайти оптимального розв'язку точними методами лінійного програмування, зокрема симплекс-методом. Однак, задачу можна лінеаризувати, включивши додаткові змінні {\displaystyle y_{i}}, що показують факт вибору в групу виконавця {\displaystyle i}, {\displaystyle y_{i}\in \{0,1\}\qquad i=1,\ldots ,n}. Потрібно також зв'язати змінні {\displaystyle y_{i}} і {\displaystyle x_{ij}}. Тоді цільова функція матиме вигляд
мінімізувати {\displaystyle L=\mid U\mid =\sum _{i=1}^{n}y_{i}}.
Зв'язок змінних можна задати такою умовою: 
{\displaystyle y_{i}\leq \sum _{j=1}^{m}x_{ij}\leq my_{i}\qquad i=1,\ldots ,n}

## Наближені алгоритми
Для швидкого розв'язання задач великої розмірності доцільно використовувати наближені алгоритми: алгоритм максимальної кількості мінімальних елементів (МКМЕ) і алгоритм максимальної кількості допустимих елементів (МКДЕ).